# Stansted Mountfitchet
Stansted Mountfitchet is een civil parish in het bestuurlijke gebied Uttlesford, in het Engelse graafschap Essex. De plaats telt 6011 inwoners. Het dorp wordt ontsloten door het Station Stansted Mountfitchet.
Stansted Mountfitchet ligt in het noordwesten van Essex, dicht bij de grens met Hertfordshire en 5 kilometer ten noorden van Bishop's Stortford. De Luchthaven Londen Stansted ligt op 3 kilometer van het dorp.

## Geschiedenis
Stansted was een Saksische nederzetting (de naam betekent "steen-plaats" in het Angelsaksisch) en dateert van vóór de Normandische invasie van Engeland. Pas bij deze invasie kreeg de plaatsnaam de toevoeging Mountfitchet naar de Normandische baron die zich er vestigde. Er blijft nog een klein overblijfsel van zijn kasteel over, waarrond een reconstructie van een vroeg Normandisch kasteel gebouwd is. De plek van het kasteel zou oorspronkelijk in de IJzertijd versterkt zijn, en vervolgens opnieuw door de Romeinen en Vikingen; de bouw van het Normandische kasteel begon in 1066.

## Belangrijke gebouwen
St Mary the Virgin's Church, gebouwd in de jaren 1120, is een grotendeels in onbruik geraakte kerk, die beheerd wordt door de Churches Conservation Trust. De bakstenen westertoren werd in 1692 toegevoegd. In 1889 werd er dichter bij de dorpskern een kapel gebouwd, toegewijd aan Sint-Jan-Evangelist. De kapel doet nu dienst als parochiekerk.
De Stansted Mountfitchet Windmill, een werkende windmolen, werd in 1787 in het dorp gebouwd, en is eenmaal per maand voor het publiek toegankelijk.
In Stansted Hall, een landhuis uit 1871, is een hogeschool voor spiritualisme, het Arthur Findlay College, gevestigd.
Tijdens de Tweede Wereldoorlog legde de US Air Force een vliegveld aan nabij het dorp. Na afloop van de oorlog werd het vliegveld door de regering overgenomen en tot een commerciële luchthaven ontwikkeld. Vandaag is de Luchthaven Londen Stansted toegankelijk via afrit 8 van de M11-autosnelweg, nabij Bishop's Stortford, evenals rechtstreeks per trein vanuit het Station London Liverpool Street.
Een andere attractie is het House on the Hill Toy Museum, naar eigen zeggen het "grootste speelgoedmuseum ter wereld". Dit museum ligt naast het Normandische kasteel, het Mountfitchet Castle and Norman Village, dat eveneens eigendom is van Alan Goldsmith. Het museum ging open in 1991 en stelt meer dan 80.000 stukken speelgoed ten toon, merendeels uit de jaren 1950 tot 1990.

## Galerij

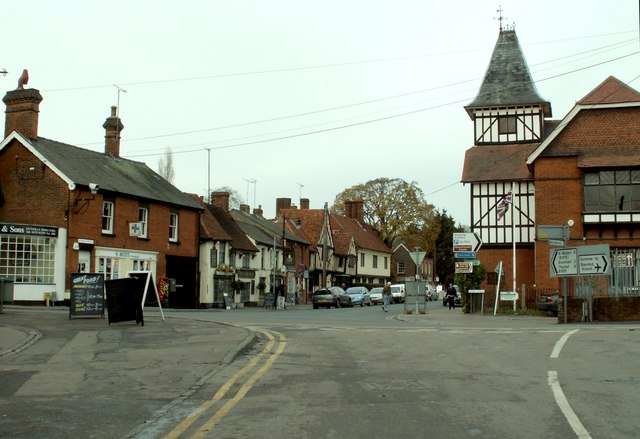
De dorpskern in 2006.
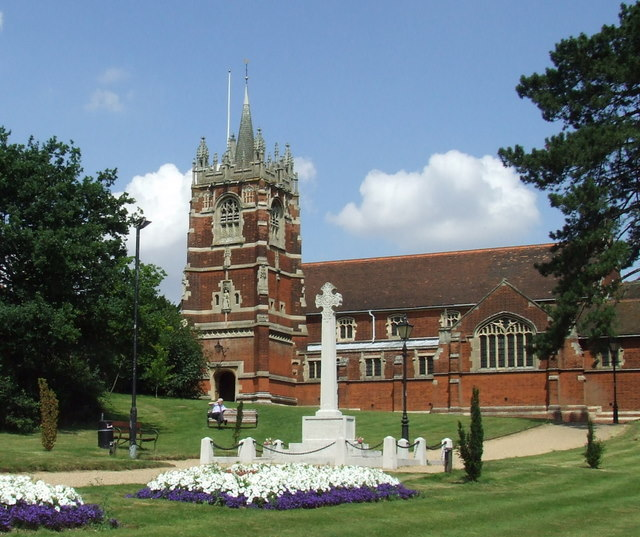
Saint John's Church, de huidige parochiekerk.
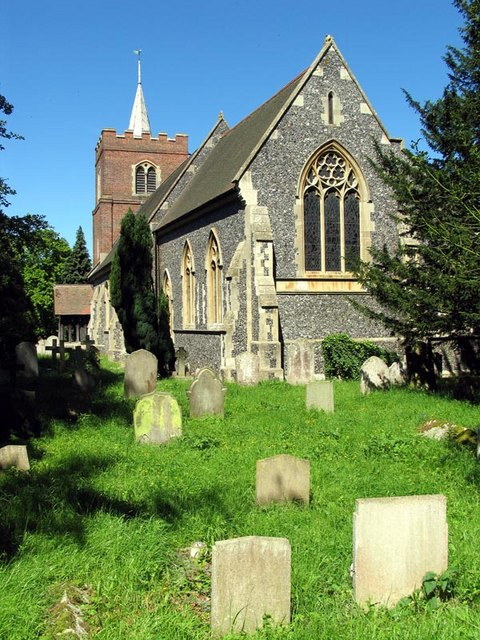
Saint Mary the Virgin Church, de vroegere parochiekerk.
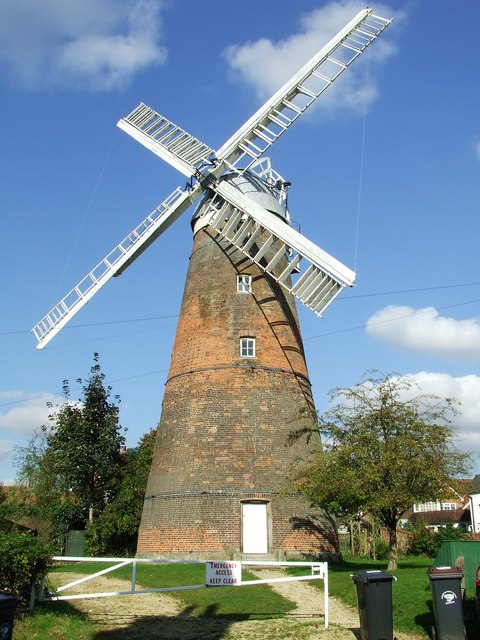
De windmolen van Stansted Mountfitchet.